# Duro de domar
Duro de Domar es un programa televisivo de entretenimientos de origen argentino. El programa muestra informes de actualidad, con imágenes sacadas de diferentes programas de TV acompañadas de un locutor que relata en forma divertida los informes.

## Historia

### Temporadas

#### Indomables (2001-2005)
Su nombre original era Indomables, y se transmitía mediante la señal de América TV. Sin embargo, en el año 2005 se produjo un acto de censura hacia otro programa (Televisión Registrada) de la misma productora independiente, PPT (Pensado para Televisión), razón por la cual ésta decidió rescindir su contrato con América TV, dejando de emitir ambos programas. Posteriormente, tal formato televisivo comenzó a ser emitido por Canal 13, donde por motivos legales tuvieron que cambiar su nombre a Duro de Domar ya que el nombre Indomables ya era propiedad de América TV (TVR pudo mantener su nombre al cambiar de canal).
Caracterizado por su humor y desenfado, Duro de domar era conducido por Roberto Pettinato, periodista y ex saxofonista de Sumo, una de las bandas más influyentes en la historia del rock argentino.

#### 1.ª etapa de Duro de Domar (2005-2008)
El 19 de septiembre de 2005 pasó a ser transmitido por la señal de Canal 13, de lunes a viernes pasada la medianoche. El horario resultaba irregular debido a que desde ese año los programas de televisión comenzaron a correrse de horario sin previo aviso con la excusa de la competencia por el índice de audiencia, por lo que Duro de Domar a veces salía después de la 1.00, o duraba solo unos pocos minutos. La duración era de aproximadamente 30 min, aunque usualmente alcanzaba alrededor de 1 hora. 
El conductor fue Pettinato, los panelistas fueron Guillermo Pardini, “El Chavo” Fucks, Fernanda Iglesias y Jackie Keen, los noteros Sebastián Wainraich, Juan Carlos Velázquez, y el locutor Fabián Cerfoglio. Se mantuvieron secciones de Indomables tales como el monólogo de apertura de Pettinato, La televisión que nos alimenta, Lo mejor y lo peor de la TV argentina, Homenajes especiales a figuras de la pantalla local y Me colgué del cable.
En 2006, el canal Chilevisión, compró el formato. La versión chilena se emitió de julio a septiembre de dicho año, y al año siguiente se emitió la versión argentina.
El 19 de marzo de 2007, el programa comenzó a emitirse por la misma señal pero en el horario de las 19:00, lo que implicó un cambio en el contenido para que este sea apto para todo público. Existían dudas de que ese fuera el horario, ya que la productora de Marcelo Tinelli (Ideas del Sur) tenía un producto que iba a ir a ese horario. Pettinato declaró en una entrevista que el programa en esta temporada sería mucho más psicodélico, y que no le hubiera molestado si el horario hubiera sido a la medianoche, ya que para él "lo psicodélico y la medianoche es una excelente combinación".
La quinta temporada comenzó el día 12 de marzo de 2008, coincidiendo con el fallecimiento del conductor Jorge Guinzburg. Por lo tanto, el programa fue dedicado a su memoria, dando una selección bastante completa del archivo, modificando los informes previstos del día.
El último programa en el horario de las 19.00 fue el 6 de octubre de 2008, dando libre a la grilla para una novela coproducida en Colombia/Argentina llamada "Valentino, el argentino". Desde entonces comenzó a emitirse de martes a sábado aproximadamente a las 0:30.
El tema que inspiró la escenografía y los videographs del programa de 2008 fueron las cartas y un mundo de fantasía del tipo "El Principito" de Antoine de Saint-Exupéry, con pequeños "planetas" de pasto y erupciones incluyendo un arco iris, en otra parte también puede ser posible una referencia hacia Dragon Ball Z. Las animaciones fueron actualizadas dando un aspecto más realista, utilizando animación 3D, y cada informe era acompañado de un videograph personalizado con una foto específica en el costado. Los gráficos tenían la iluminación de día.
Comenzando en el nuevo horario de las 0:15 aproximadamente, se agregaron temas que no se podían tocar en el horario de la tarde. En el inicio había un separador de un hámster durmiendo, ya que por limitaciones de tiempo no había presentación. Edgar es un poco más grande de cuerpo y se suplantó la máscara de látex por un sistema animatrónico donde podía mover la boca y ojos. Sin embargo, el viernes 10 de octubre de 2008 volvió el antiguo Edgar.
En julio de 2008, tras una pelea contractual entre Roberto Pettinato y el productor del programa y además dueño de la productora PPT (Pensado Para Televisión) Diego Gvirtz, se especificó que "Petti" no iba a ser el conductor del programa durante 2009, ya que conduciría un programa propio a la medianoche que llevaría el nombre de Un Mundo Perfecto, por la pantalla de América TV.

#### Duro de Almorzar (2009)
La siguiente temporada de "Duro de domar" comenzó el 16 de marzo de 2009 y tuvo como conductor a Fabio Alberti, ex-conductor de Todo por dos pesos. El horario de emisión fue a las 12 del mediodía y el programa cambió su nombre a "Duro de almorzar", en alusión al nuevo horario de emisión. De la edición clásica continuaron Guillermo Pardini, Fernanda Iglesias, Gustavo Noriega y el “Mini”, y Diego Fucks y Ursula Vargues fueron reemplazados por Marcelo Panozzo y Josefina Pouso. Al poco tiempo, el programa fue cancelado por falta de índice de audiencia.

#### 2.ª etapa de Duro de Domar (2010-2015)
El 1 de marzo de 2010 comenzó una nueva temporada del programa en Canal 9, esta vez en el horario de las 23 y con la conducción de Daniel Tognetti.
A partir del día 9 de febrero de 2015 comienza una nueva temporada de Duro de Domar en el horario de las 23 pero esta vez sin Daniel Tognetti.
Durante los días de febrero de 2015 el programa fue conducido por Guillermo Pardini, hasta que el día lunes 2 de marzo volvió a la conducción Roberto Pettinato.

#### 3.ª etapa de Duro de Domar y regreso de Indomables (2023-presente)
El 22 de diciembre de 2022, Carlos Maslatón anunció su convocatoria al programa para la temporada de 2023 a través de la pantalla de C5N. Ángel de Brito anuncio al resto del panel y Pablo Duggan como conductor, siendo su fecha de estreno el 27 de febrero de 2023, regresando después de 8 años de ausencia, marcando también la vuelta de los panelistas Mariano Hamilton, Julia Mengolini, mientras que Carla Czudnowsky quién ya estuvo en el segmento de entrevistas "El kioskito de Carla" regresa al programa debutando como panelista. El 23 de junio del mismo año fue la última emisión de los viernes, para que en 2 días después se emitan los domingos.
El 8 de febrero de 2025, regresó Indomables, transmitido por C5N y con la conducción de Diego Brancatelli y Mariana Brey. El panel está integrado por: Horacio Embón, Pablo Ladaga, Antonio Aracre, Daniel "Rayo Virtual" Molina, Virginia Gallardo y Nestor Dib, a excepción de estos últimos 2 panelistas, el resto proviene de Duro de domar. Es la primera vez que conviven ambos programas al mismo tiempo.

## Equipo

### Indomables
- 2001-2002: Lucho Avilés
- 2002: Mauro Viale
- 2002-2005: Roberto Pettinato
- 2025-presente: Diego Brancatelli
- 2025-presente: Mariana Brey

### Duro de domar
- 2005-2008, 2015: Roberto Pettinato
- 2010-2014: Daniel Tognetti
- 2015 (febrero): Guillermo Pardini
- 2023-presente: Pablo Duggan
- 2023 (octubre-noviembre), 2024 (abril, agosto, octubre), 2025 (mayo): Juan Amorin (reemplazo)
- 2024 (febrero, abril-mayo, agosto): Lucila Trujillo (reemplazo)
- 2024 (septiembre), 2025 (febrero, abril-junio): Diego Brancatelli (reemplazo)

### Duro de almorzar
- 2009: Fabio Alberti

### Panelistas Actuales
- Carla Czudnowsky
- Mariana Brey
- Horacio Embón
- Pablo Ladaga
- Guillermo Moreno
- Alejandro "Pitu" Salvatierra
- Antonio Aracre
- Mila Zurbriggen
- Agustin D'Attellis
- Nico Descalzo
- Agustin Rombola
- Marcela Feudale
- Any Ventura
- Franco Torchia
- Diana Deglauy
- Rosalía "Colo" Costantino
- Lautaro Maislin
- Nicolas Munafo
- Diego Lewen
- Fernando Soriano
- Diego Arvilly
- Daniel "Rayo Virtual" Molina
- Virginia Gallardo
- Nestor Dib

### Panelistas Anteriores
- Guillermo Pardini
- Luis Pedro Toni
- Cristina Clement
- Claudia Medic
- Beto Casella
- Marcela Tauro
- Gisela Marziotta
- Gustavo Noriega
- Fernanda Iglesias
- Chavo Fucks
- Úrsula Vargues
- Sergio Company
- Jackie Keen
- Mariano Hamilton
- Julia Mengolini
- Lucas Carrasco (1978-2019)
- Mauro Federico
- Jazmín De Grazia (1984-2012)
- Josefina Pouso
- Geraldine Neumann
- Emilia Claudeville
- Matias Castañeda
- Pachu Peña
- Iván Schargrodsky
- Cynthia García
- Carlos Maslatón
- Aníbal Fernández
- María Fernanda Callejón
- Mariela Anchipi
- Débora D'Amato
- Federico Fahsbender

### Humoristas
- Juan Carlos "El Mini" Velázquez
- Sebastián Wainraich
- Diego Scott
- Sebastián "El Presta"
- Edgar
- Malena Pichot
- Sebastián "Rinconet" Fernández

### Columnistas
- Mario Wainfeld (1948-2023)
- Javier "Profe" Romero
- Nancy Pazos
- Iván Schargrodsky

### Cronistas
- Alejandro "Pollo" Cerviño
- Andy Chango
- Diego Costa
- Lautaro Maislin

### Locutores
- Fabián Cerfoglio (2001-2015)
- Hernán Chiozza (2023-presente)

## Segmentos
Los segmentos más importantes del programa a lo largo de su historia.

### Monólogo (2005-2008, 2010-2015)
El programa comienza con un monólogo del conductor, mediante el que relaciona noticias que llamaron su atención, con agregado de curiosidades y humor. Los monólogos comenzaron cuando Pettinato era el conductor (incluso en su regreso en 2015), y continuaron con Tognetti en 2010-2015, aunque con menos humor y más orientados a temas de actualidad, hasta que se dejaron de emitir en la temporada 2023.

### La TV que nos alimenta ("Pendejo Mirá TV" en 2007 y parte del 2008, y "TV Compacta" en 2011)
Es una sección diaria en la que se muestran "curiosidades" acerca de la televisión argentina, y en algunos casos, del resto del mundo; de hechos ocurridos ese mismo día o de actualidad. Se caracteriza por los comentarios irónicos y su ácido humor. A los informes se le agrega el efecto sonoro denominado mediante la onomatopeya chan, este efecto variaba en su sucesiva repetición y respecto de varios personajes (por ejemplo, en una combinación, a tal sonido reiterado varias e inmediatamente sucesivas veces, se lo acompañaba —mediante un gráfico generado por computador—, de una serie de olas y la palabra "chan", todo este conjunto denominado "Tsunami de Chanes"; también existe la "Lluvia de Chanes", el "Katrina de Chanes", referido al huracán de EE. UU., el "Edgar de Chanes", el "Tota de Chanes", referido al conductor/productor de la movida tropical, La Tota Santillán", el "Lanzani de Chanes", entre otros) y de las cosas aparentemente muy raras o insólitas de los informes eran subtituladas mediante letras grandes. Para criticar al protagonista del informe en cuestión, se agregaban globos de pensamiento (a modo de los cómics) inventados e intentando inspirar comicidad. O, a veces, aparecía una imagen estática del productor "El Rata", hacia un lado de la pantalla, sosteniendo él, con sus manos, un cartel con una frase irónica. Otras veces, se empleaban efectos de computación para alterar la imagen de una persona, en una animación para simular que ésta diga alguna frase ocurrente. A partir del martes 7 de octubre de 2008 cuando el programa se transmitió a la medianoche se volvió a llamar La TV que nos alimenta.

### El Pollo de "rotation" (2005-2009)
El "Pollo" (Alejandro "Pollo" Cerviño), fue notero, e inmediato sucesor (en tal función) de Wainraich, se iba de "rotation" (esto sería, de recorrido nocturno de lugares de entretenimiento); allí efectúaba notas acerca de eventos —particularmente de los del mundo del espectáculo—, ya más importantes, ya menos; mismas notas en las que él solía hacer chanzas o lances que intentaban resultar humorísticos para con los entrevistados. Esta sección solía ser emitida cada viernes.

### Las "cartas duras" (2006-2008)
Sección del programa, en la que el conductor leía e interpretaba alguno de los mensajes "picantes" que los televidentes hayan enviado hasta el programa; mensajes en que se hacían críticas respecto del programa, generalmente con humor e ironización, o que se sumaban a las chanzas realizadas en el programa. Eran dirigidos mediante correo electrónico hacia cartasduras@fibertel.com.ar. En esta sección, el mensaje era alcanzado hasta el conductor y una especie de mesa o escritorio, por una joven y bella "secretaria", la que solía variar con diferente frecuencia, o alternarse.

### Me colgué del cable (2004-2008/2010-2013/2015)
Sección en la que se emitían porciones de programas de televisión (abierta, cable, satelital) en la Argentina, los que estarían por debajo del estándar de la mayoría de los programas exhibidos por tales medios en tal país. Tales porciones, editadas, y cuyos fallidos son potenciados y criticados ya merecedoramente o no, solían caracterizarse por su mala realización, o porque expresan falta de sentido del programa en general, y por la risa que puede ser ocasionada por verlos, y por el hecho de que realmente existan programas de tal nivel. Solía emitirse cada martes en el 2006. A partir de 2008 se produjo el gran salto de calidad de la sección. De allí surgieron las mejores perlas (El Michael Jackson uruguayo, Dani Umpi, El señor que tomaba 8 litros de vino por día y el desembarco final del Ombusman sexual a la Argentina). Se emitía los lunes, pero durante 2008 por cuestiones de tiempo no tuvo regularidad en el aire. En el 2009 dejó de emitirse, pero actualmente la sección regresa nuevamente en 2010, año en que el programa se muda a Canal 9, estando una vez por semana.
Algunos de los programas que se emitieron son:
- Como Pancho por su casa
- Decimelo a Mí
- Cara terra mia
- El club de las bailantas
- El rincón de Claudia Lamas
- A pleno Verónica Lercari
- Nora y vos
- Fútbol con opinión
- Un torrente de Alegría
- VIP Magazine
- Abracadabra
- Ponelo al Gordo
- El ángel del amor
- Éxitos para recordar y algo más
- La Rockola
- Como en casa
- Show-Time
- El show de AJ
- El show de Roberto Oviedo

### Kitsch TV (2005-2008)
Sección en que se afirmaba "El único programa de cable que va en aire". Kitsch era un sketch en el que Sebastián Wanraich, Diego Scott (Dr. Felipe), Sebastián Presta y con la participación especial de Noelia Marzol, hacían una especie de programa de televisión por cable, imitando la forma de ciertos programas de cable reales de la televisión argentina. Se nombraba a un camarógrafo brasileño apodado "Corcho". Los personajes interpretados por ambos Sebastianes, solían hacer publicidades o campañas sociales un tanto extrañas. Hacia el final de cada emisión de Kitsch, ellos simulaban algún videoclip de un tema musical, pero con cariz irónico o de parodia, o interpretando textualmente lo que dicen las letras de las canciones. Un ejemplo de las ocurrencias, sería la simulada "campaña" que lanzaron, llamada "No te drogues tanto", para los jóvenes; otro ejemplo, sería la parodia acerca de los Premios Martín Fierro o de los Premios Clarín, la que era representada por los "Premios Kitsch al Cable". Otra campaña que han inventado es la denominada "Ateos 0", en la que convierten a los participantes (según elección de éstos), previa simulación de circuncisión, en judíos; o previa simulación de bautismo, en católicos (Presta representa a un sacerdote católico, y Wanraich a un rabino). Este segmento solía ser emitido cada miércoles. En el 2009 dejó de emitirse.

### El Gato de Verdaguer (2007-2008, 2015)
Nombre de una sección ya realizada por Pettinato desde su participación en Orsai a Medianoche, en el que un títere antropomórfico representando un gato con guantes de boxeo era manejado por Pettinato mientras relataba chistes de humor negro, sexistas o racistas con el tono de voz y la cadencia característica de Juan Verdaguer. El nombre del personaje sugiere que se trata, en doble sentido, de la mascota o bien de la peluca de Verdaguer ("gato" es un argentinismo para "peluca"). El segmento era presentado por el Chavo Fucks y subsiguientemente por la panelista Úrsula Vargues. Solía ser emitido los jueves, y en 2007 apareció un nuevo personaje, la hermana del Gato de Verdaguer. En la versión chilena se reemplazó al gato por un perro Scottish terrier de peluche llamado "Ka-sita" (de Cosita), parodia de la mascota de una conductora chilena de TV Paulina Nin de Cardona, que fue atropellada por la misma. Dejó de emitirse en 2009. Volvió en el mes de abril de 2015.

### Jazmín, el perro inmortal (2007)
Resucitación del perro ya fallecido de Susana Giménez (Inspirada en la sección chilena "El regreso de Cosita" creada por Fabrizio Copano que era una parodia al fallecido perro de Paulina Nin de Cardona). Era un reportero que aparecía en las fiestas importantes y le preguntaba a la gente sobre cosas exageradas y ocasionalmente subidas de tono. Era interpretado por el hijo del conductor, Homero Pettinato.

### Verdadero o falso
Ping-pong de preguntas y respuestas formuladas hacia un invitado, cada viernes. Durante tal sección, el invitado solía "confesar" (ante la pregunta que le formule el conductor del programa) cosas ocultas o poco conocidas de su pasado, que muchas veces le resultarían vergonzosas o extrañas. Para culminar esta sección, se formulaba "La pregunta del pajarito" o "[ídem] de la tortuga", en la que el entrevistado elegía un sobre para que uno de estos animalitos (simulados por el "Mini" disfrazado) le lleve tal pregunta que solía estar referida a elegir entre opciones con doble sentido, bastante complicadas. Antes de esto, e incluida en esta sección, estaba la "Puerta de los sentimientos" (antes denominada "Momento emotivo"), en la que aparece una persona que podría tener algún vínculo con el entrevistado, que acorde a la petición del notero "Pollo", intentaría emocionarlo.

### Foto "loser"
Sección muy breve emitida justo antes de los cortes para la tanda comercial. Los televidentes enviaban, por medio de correos electrónicos, una foto suya o de algún amigo, familiar, vecino, conocido o mascota, o grupo, en que el fotografiado estuviera mostrando la forma con el dedo pulgar y el índice de una L (de "loser", perdedor en inglés). Estas imágenes aparecerían en la pantalla, al lado de pequeños avisos publicitarios, pero siendo parte del programa.

### Video "Karinaaa"
Al igual que la sección Foto "loser", se emitía momentos antes de la tanda comercial. Consistía en videos mandados por los televidentes en los que parodiaban el famoso fragmento "¡Karinaaaa!" usado en reiteradas ocasiones en el programa. En el mismo, se mostraba a una mujer desesperada gritando el nombre de su hija a partir del reencuentro con la misma. Este fragmento se remonta a un archivo de video de 2002 del programa "Va por vos", conducido por Guillermo Andino y Federica Pais que se emitía por el canal América TV.

### Pegate un viaje con Edgar (2007-2008)
La querible "mascota" del programa Edgar (interpretado por Diego Gvirtz, dueño de PPT, "Pensado para Televisión", la productora que distribuía los programas Duro de Domar y TVR para Canal 13) ofrecía que si en un Fiat 600 ("Fitito", decorado al mejor estilo del Submarino Amarillo de Los Beatles) entraba la mayor cantidad de personas (mínimo 10) posibles de un curso escolar en menos tiempo (máximo 60 s) y sin tocarlo, ellos podrían ganar un viaje a Bariloche. En 2008, esta sección dejó de transmitirse.

### Llamado a la solidaridad
Una campaña parodiada de las de la asociación «Luchemos por la Vida», que emite mensajes para educar vialmente a la gente. Solo que esta advierte cosas de la vida cotidiana o tontas y muestra como ejemplo casos reales en la televisión, tanto de famosos o no.

### The Presta Show (2010-2013, Prestico 2014-2015)
Es un reality show protagonizado por Sebastián Presta a petición de Pensado Para Televisión. También esta el panel de Duro. En 2014 Presta anunció que se detendría el sketch para protagonizar un nuevo programa llamado Préstico. El humorista hace caracterizaciones de ocasiones de vida que pueden llegar a ser verdaderas como extremadamente exageradas.

### Cualca (2012)
Cualca es un sketch humorístico presentado por Malena Pichot, en el que actúa ella, Julián Doregger, Julián Kartun, Charo López y Julián Lucero. El segmento es semanal, pero durante la semana se emiten tres pequeños sketchs, de aproximadamente veinte segundos, llamados Micros. Dentro de este segmento, el elenco parodia diversas situaciones como publicidades, emociones humanas y programas de televisión. Algunos personajes destacados son Caro Pardíaco, una transexual que parodia la ignorancia de una modelo tipo de los programas del corazón; y Ana Chamot, una mujer grosera que, como dice su canción, "se comporta como un chabón jodón" (un chico molesto).

### El kioskito de Carla (2011-2013)
Es un segmento, en donde Carla Czudnowsky realiza una especie de entrevista a algún(os) invitado(s), hablando de cosas de interés general, también se le suelen preguntar, cómo se informa (revistas, diarios, etc.) y se le muestran informes propios del programa, para que el invitado de su opinión.

### Otros segmentos
- Hay Que Meterle Noticia A Los Delincuentes (luego DDD Noticias), que se transmitió solo en 2008.
- El pueblo quiere saber, que se transmitió de 2013 a 2015.
- Chango Feroz, con Andy Chango como cronista, que se transmitió de 2014 a 2015.

## Musicalización
La música de la presentación en la primera temporada fue Heart of Sword, de T.M. Revolution, que inicialmente fue un ending (el número 3) de la serie Rurouni Kenshin, de género musical J-Pop.
En la segunda temporada lo fue la canción intitulada Snake Eater, de Cynthia Harrell, canción principal del videojuego Metal Gear Solid 3, del mismo nombre, en su versión en inglés.
En la tercera lo fue Misty Mountain Hop De Led Zeppelin. El programa empieza con el tema musical Me vuelvo loco, de Tequila, y termina con Gracias al cielo, de Billy Bond y La Pesada del Rock and Roll. También aparece ocasionalmente Help, de The Beatles, usado en referencia al Chavo Fucks principalmente, o a otro u otra panelista. El tema de Edgar es Love Came to Me, de Dion and the Belmonts; el del "Pajarito" es Pío pío pá, de Ringo Bonavena; el del gato de Verdaguer es Rudy Wants To Buy Yez A Drink, de Frank Zappa; y el principal de Kitsch, es Dancing Queen, de ABBA.
Durante el 2011, el tema de presentación para los informes era Naturaleza Sangre de Fito Páez y Charly García. Por su parte, el tema para la presentación de los informes era Waka Waka de Shakira

## Tema del estudio
La temporada 2007 el estudio y los títulos estaban ambientados en el tema Circo. En el 2008, con un tema más psicodélico, al estilo de "Dragon Ball Z" incluyendo una peluca amarilla para Petinatto emulando el personaje de Goku.

## Emisión

### Indomables
- América (2001-2005)
- C5N (2025-presente)

### Duro de domar
- eltrece (2005-2008)
- elnueve (2010-2015)
- C5N (2023-presente)

### Duro de almorzar
- eltrece (2009)

## Premios y nominaciones

### Premios Martín Fierro

#### Como Indomables
| Año  | Categoría                   | Reconocido          | Resultado |
| ---- | --------------------------- | ------------------- | --------- |
| 2003 | Conducción Masculina        | Roberto Pettinato   | Ganador   |
| 2004 | Conducción Masculina        | Roberto Pettinato   | Ganador   |
| 2005 | Conducción Masculina        | Roberto Pettinato   | Ganador   |
| 2005 | Programa de interés general | Indomables          | Ganador   |
| 2005 | Revelación                  | Sebastián Wainraich | Ganador   |
| 2006 | Conducción Masculina        | Roberto Pettinato   | Nominado  |

#### Como Duro de domar
| Año  | Categoría                  | Reconocido        | Resultado |
| ---- | -------------------------- | ----------------- | --------- |
| 2007 | Mejor programa humorístico | Duro de domar     | Nominado  |
| 2007 | Conducción masculina       | Roberto Pettinato | Nominado  |
| 2008 | Conducción masculina       | Roberto Pettinato | Nominado  |
| 2009 | Conducción masculina       | Roberto Pettinato | Nominado  |
| 2016 | Mejor labor humorística    | Sebastián Presta  | Ganador   |
| 2016 | Mejor cronista             | Andy Chango       | Nominado  |